# Сафилд Дипо (Конектикат)
Сафилд Дипо (енгл. Suffield Depot) насељено је место без административног статуса у америчкој савезној држави Конектикат.

## Демографија
По попису из 2010. године број становника је 1.325, што је 81 (6,5%) становника више него 2000. године.
| Група             | 2000.         | 2010.         |
| Белци             | 1.163 (93,5%) | 1.211 (91,4%) |
| Афроамериканци    | 42 (3,4%)     | 29 (2,2%)     |
| Азијати           | 4 (0,3%)      | 23 (1,7%)     |
| Хиспаноамериканци | 28 (2,3%)     | 31 (2,3%)     |
| Укупно            | 1.244         | 1.325         |